# Шапаррал (Нью-Мексико)
Шапаррал (англ. Chaparral) — переписна місцевість (CDP) в США, в округах Донья-Ана і Отеро штату Нью-Мексико. Населення — 16 551 особа (2020).

## Географія
Шапаррал розташований за координатами 32°2′39″ пн. ш. 106°24′21″ зх. д. / 32.04417° пн. ш. 106.40583° зх. д. (32.044239, -106.405891).  За даними Бюро перепису населення США в 2010 році переписна місцевість мала площу 153,41 км², уся площа — суходіл.

## Демографія
Згідно з переписом 2010 року, у переписній місцевості мешкала 14 631 особа в 4222 домогосподарствах у складі 3464 родин. Густота населення становила 95 осіб/км².  Було 4654 помешкання (30/км²).
Расовий склад населення:
| - 58,5 % — білих - 1,1 % — чорних або афроамериканців - 0,7 % — корінних американців - 0,2 % — азіатів - 36,3 % — осіб інших рас |

До двох чи більше рас належало 3,1 %. Частка іспаномовних становила 84,1 % від усіх жителів.
За віковим діапазоном населення розподілялося таким чином: 35,6 % — особи молодші 18 років, 57,0 % — особи у віці 18—64 років, 7,4 % — особи у віці 65 років та старші. Медіана віку мешканця становила 27,6 року. На 100 осіб жіночої статі у переписній місцевості припадало 97,3 чоловіків;  на 100 жінок у віці від 18 років та старших — 96,0 чоловіків також старших 18 років.
Середній дохід на одне домашнє господарство  становив 35 768 доларів США (медіана — 25 185), а середній дохід на одну сім'ю — 37 050 доларів (медіана — 27 965). Медіана доходів становила 30 181 долар для чоловіків та 23 432 долари для жінок. За межею бідності перебувало 42,8 % осіб, у тому числі 47,7 % дітей у віці до 18 років та 35,5 % осіб у віці 65 років та старших.
Цивільне працевлаштоване населення становило 4466 осіб. Основні галузі зайнятості: освіта, охорона здоров'я та соціальна допомога — 21,9 %, будівництво — 15,2 %, роздрібна торгівля — 10,8 %, транспорт — 9,0 %.